# Annopol (zajezdnia tramwajowa)
Zajezdnia Tramwajowa „Annopol”, właśc. Zakład Realizacji Przewozów „Annopol” − R-5 – zajezdnia tramwajowa znajdująca się w Warszawie, w dzielnicy Białołęka. 
Jest to piąta zajezdnia tramwajowa w Warszawie. Budowę rozpoczęto w 2022 i zakończono w 2024 roku.

## Opis
Budowę zajezdni na Annopolu planowano od lat 60. XX wieku.
Zajezdnia powstała w rejonie ul. Annopol, Inowłodzkiej i Pawła Włodkowica, w dzielnicy Białołęka.  Posiada drogę dojazdową wraz z torowiskiem tramwajowym od ul. Annopol wzdłuż ul. Inowłodzkiej (wjazd główny) oraz dodatkowy dojazd pożarowy z ul. Pawła Włodkowica.
W 2017 roku uzyskano decyzję środowiskową oraz podpisano umowę na dofinansowanie unijne. W grudniu 2021 roku podpisano umowę z konsorcjum spółek ZUE S.A. i Yörük Yapı Inşaat A.Ş na realizacje inwestycji. Całkowity koszt budowy oszacowano na 688,7 mln zł.
W styczniu 2022 roku spółka Tramwaje Warszawskie przekazała teren pod budowę zajezdni. Obiekt powstaje w rejonie ulic Annopol, Inowłodzkiej i Pawła Włodkowica w dzielnicy Białołęka. Planowano zakończenie budowy zajezdni w lutym 2024 roku, jednak z powodu wybuchu na terenie budowy, prace się opóźniły. Zajezdnia została oddana do użytku wraz z nową linią tramwajową do Wilanowa 29 października 2024 roku. W listopadzie 2024 ogłoszono przetarg na wykonanie studium wykonalności dla drugiego dojazdu do zajezdni, łączącego ją z ulicą Modlińską.
Na terenie zajezdni powstały m.in.: hala postojowa, hala napraw, budynek administracyjny oraz myjnia. W wyposażonym w inteligentny system sterowania obiekcie ma być serwisowanych 150 niskopodłogowych tramwajów. Obszar zajezdni wynosi 117 648 m². 

## Nagrody
- Nagroda Architektoniczna Prezydenta m.st. Warszawy XI edycji w kategorii Architektura komercyjna 2024[9]